# 长柳路
金松路是中华人民共和国上海市浦东新区的一条街道，南北走向。道路北起丁香路，穿过联洋新社区，南至锦绣路。

## 周边建筑物
- 世纪公园
- 上海淳大万丽酒店

## 交汇道路（由北向南）
- 丁香路
- 迎春路
- 锦绣路